# Alina Slepenko
Alina Slepenko (kasachisch Алина Слепенко; * 16. Dezember 1996) ist eine kasachische Biathletin.
Alina Slepenko gab ihr internationales Debüt bei den Biathlon-Juniorenweltmeisterschaften 2014 in Presque Isle. Im Einzel wurde sie 36., im Sprint 42. und im Verfolgungsrennen 39. Im Staffelrennen erreichte sie mit der Vertretung Kasachstans den achten Platz. Im Jahr drauf trat sie zunächst bei den Juniorinnenrennen der Biathlon-Europameisterschaften 2015 in Otepää an. Im Einzel wurde sie 41., im Sprint 35. und im Verfolgungsrennen 39. Für das Staffelrennen wurde sie an die Seite von Olga Poltoranina, Alexandra Sassina und Valentina Saulenko in die A-Staffel Kasachstans berufen und wurde mit dieser als Schlussläuferin der überrundeten Staffel 14. Wenig später nahm sie in Minsk an ihren zweiten Biathlon-Juniorenweltmeisterschaften teil. Das Einzel beendete sie als 36., im Sprint wurde sie wie im Verfolgungsrennen 23. Mit Arina Pantowa und Jelisaweta Beltschenko wurde sie zudem Fünfte mit der Staffel.